# Connie Converse
Elizabeth Eaton Converse (* 3. August 1924 in Laconia; vermisst seit August 1974) war eine US-amerikanische Musikerin und Autorin, die unter dem Künstlernamen Connie Converse bekannt ist. Ihr musikalisches Schaffen fand im New York der 1950er Jahre statt. Ihre Aufnahmen zählen zu den frühesten Beispielen des Singer-Songwriter-Genres. Mittlerweile wird sie als Vorläuferin von Bob Dylan bezeichnet.

## Leben und Werk

### Jugend
Converse kam am 3. August 1924 in Laconia (New Hampshire) als mittleres von drei Kindern zur Welt. Ihr Vater war ein baptistischer Pastor, die Mutter war eine begabte Pianistin und wird als dominante Persönlichkeit beschrieben. Im Haushalt der Converses durfte nur religiöse und klassische Musik gespielt werden. Tanzen, Alkohol und Kartenspiele waren verboten, das Wort „Sex“ durfte nicht ausgesprochen werden. Die Familie lebte in Concord, New Hampshire, wo der Vater sich für die Wiedereinführung der Prohibition einsetzte.
Converse schloss die High School als Jahrgangsbeste ab und wurde mehrfach für ihre guten Leistungen ausgezeichnet, u. a. mit einem Stipendium am Mount Holyoke College in Massachusetts. An dieser Universität hatten schon ihre Mutter und Großmutter studiert. Auch hier erhielt Converse mehrere Auszeichnungen. In ihrer Freizeit schrieb sie Gedichte, und im College-Jahrbuch wurde sie als Vorsängerin aufgeführt – erstmals unter dem Namen „Connie Converse“. Sie verließ das College jedoch nach zwei Jahren ohne Abschluss. In der Zwischenzeit hatte sie sich das Gitarrespielen beigebracht und zog nun – zum Missfallen der Eltern – nach New York, um Musikerin und Schriftstellerin zu werden.

### Zeit in New York
Ab 1944 lebte Converse an der Upper West Side am Riverside Park und schloss sich bald einer Gruppe junger Bohèmiens an. Sie fand Arbeit am American Institute of Pacific Relations (AIPR) und schrieb Essays für eine Publikation des Instituts, den Far Eastern Survey. Ihre damals jugendlich-optimistisch gestimmten Texte beschäftigen sich z. B. mit Agrarplanungstechniken, die indischen Bauern Fortschritt bringen sollten.
In ihrer Freizeit schrieb sie Gedichte und arbeitete an einem Roman, malte und zeichnete. Sie veröffentlichte Cartoons in The Saturday Review of Literature. Außerdem lernte sie, immer besser Gitarre zu spielen. Ab 1949 schrieb sie Songs, die sie mit einem Tonbandgerät in der Küche ihrer Wohnung im Künstlerviertel Greenwich Village aufnahm.
Sie gründete einen „Song-of-the-Month Club“, dessen einzige Mitglieder ihr Bruder Phil und seine Frau waren. Zwischen 1950 und 1955 schickte sie ihnen drei Dutzend Songs zu, angefangen mit ihrer ersten Eigenkomposition Down This Road. Das letzte Stück war der Empty Pocket Waltz. Converse verbrachte nun einen großen Teil ihrer Freizeit mit dem Komponieren und Aufnehmen von Songs. Ihre Auftrittsmöglichkeiten beschränkten sich auf Wohnzimmerkonzerte bei Freunden und im Familienkreis. So spielte sie an Thanksgiving 1952 ihren Eltern, ihrem Bruder Paul und ihrer Schwägerin Hyla einige Songs vor und zeichnete das Konzert auf. Paul brachte den Eltern später ein weiteres Band mit Aufnahmen von Converse mit – gegen den Willen der Künstlerin, die befürchtete, dass die strenggläubigen Eltern an einigen Textpassagen Anstoß nehmen könnten.
Laut ihrem Biografen Howard Fishman dokumentieren diese Aufnahmen Converses virtuoses Gitarrenspiel. Sie habe einen einzigartigen Fingerstyle entwickelt und Blues, Country, Gospel, Folk, Pop, Hillbilly, Salonmusik und Jazz gemeistert. Noch vor der Veröffentlichung von Harry Smiths einflussreicher Anthologie Anthology of American Folk Music ließ Converse sich von der US-amerikanischen ländlichen Musik der 1920er und 1930er Jahre inspirieren. Ein anderer hörbarer Einfluss sind alte englische Volkslieder – Converses Vorfahren stammten von dort. Ihre minimalistisch aufgenommenen Songs, zu denen sie Texte mit ungewöhnlichen, manchmal märchenhaften Themen und Wendungen schrieb, waren durchweg persönlich und handelten oft von unerfüllter Sehnsucht oder dem Wunsch, wahrgenommen zu werden. Dieser Ansatz – selbst komponierte Songs mit scheinbar unpolitischen, persönlichen Texten – war in der damaligen Folk-Szene noch verpönt.
Nach Ende des Zweiten Weltkriegs wurde das AIPR vom Komitee für unamerikanische Umtriebe wegen angeblicher kommunistischer Propaganda ins Visier genommen und bekam weniger Personal bewilligt. Deswegen verlor Converse 1950 ihre Stelle. Anschließend verdiente sie ihr Geld mit verschiedenen Jobs, u. a. als Sekretärin und als Druckerin.
1954 war Converse Gast in einem privaten Musiksalon des Illustrators und Musikliebhabers Gene Deitch in Hastings-on-Hudson. Laut Deitch wirkte sie distanziert und etwas ungepflegt. Eine Besucherin berichtete, Converse habe sie an „eine Nonne oder Bibliothekarin“ erinnert. Mit ihren Songs hingegen begeisterte Converse die Gäste des Salons. Gene Deitch nahm das Konzert auf und verteilte Kopien der Aufnahmen an Freunde. In den folgenden Monaten spielte Converse mindestens zwei weitere Male in Deitchs Wohnung. So entstanden viele Aufnahmen eigener Songs, z. B. Roving Woman, Talking Like You und Down The Road, aber auch des Traditionals The Ash Grove. Bei einigen Liedern hört man das Publikum begeistert mitsingen.
Im selben Jahr war Converse Gast in Walter Cronkites CBS Morning Show. Es blieb ihr einziger öffentlicher Auftritt, von dem es keinerlei Aufzeichnungen gibt. Converse selbst hob Fotos des Auftritts in einem Album auf. Gene Deitchs Sohn Kim hatte die Sendung als Kind im Fernsehen gesehen. Später erinnerte er sich, Converse habe zwei Songs gespielt, und er sei davon ausgegangen, dass sie jetzt berühmt werde. Der Auftritt hatte jedoch keinerlei Auswirkungen auf Converses Bekanntheit oder Karriere.
In der Zeit nach dem Fernsehauftritt arbeitete Converse an einer Oper namens The Prodigal Nephew (deutsch: „Der verlorene Neffe“, analog zum „verlorenen Sohn“). Erhalten sind nur der Text zu dem Stück Fantastic City sowie Tonbänder einer Gesangsprobe. Converse stellte die Oper nie fertig.
1955 kaufte sie sich eine kleine Elektroorgel und begann, Songs für das Instrument zu komponieren. Kurz darauf zog sie aus finanziellen Gründen zu der Familie ihres älteren Bruders Paul in Harlem. In ihrem Zimmer übte sie Stücke von Béla Bartók, Ernest Bloch und Roy Harris ein, um ihre Kompositionskenntnisse zu verbessern. Außerdem begann sie, die 32 Stücke aufzunehmen, aus denen 1956 ein Album namens Musicks (Volumes I and II) wurde. Sie ergänzte das Album mit Songtexten und Kommentaren und schenkte es ihrem Bruder Phil und dessen Frau Jean.
Die introvertierte Converse bemühte sich nun auch, Songrechte an andere Musikerinnen zu verkaufen. Katie Lee, eine Folksängerin, spielte Converses Songs erfolgreich in einem New Yorker Club. Die Sängerin Annette Warren nahm u. a. Cowboy of the Western World in ihr Live-Repertoire auf. Eine andere Sängerin, Elly Stone, kaufte für 25 Dollar die Nutzungsrechte für ein Jahr an dem Song How Sad, How Lovely, verwendete ihn aber nie. Mit der Folksängerin Susan Reed machte Converse Demoaufnahmen: Reed sang Converses Songs, Converse begleitete sie auf der Gitarre. Im Jahr 1961 integrierte Reed eine größere Anzahl von Converse-Songs in ihre Konzerte. Auch diese Bemühungen brachten Connie Converse keinen Erfolg.
1956 heuerte sie einen Agenten an und stellte sich bei Musikverlagen vor, erhielt jedoch meist die gleiche Antwort, wie sie in Briefen berichtete: „Nett, aber nicht kommerziell genug.“ Neben Bemühungen, als Musikerin oder Tontechnikerin ein Auskommen zu finden, komponierte sie Klavierstücke und malte. Sie trat mit ihren Songs weiterhin nur im privaten Rahmen auf, z. B. bei Dinnerpartys. Weil sich das Verhältnis zu ihrem Bruder Paul deutlich verschlechterte, zog Converse 1959 von Harlem nach Manhattan. 1960 bekam sie durch den Werbefachmann Peter Cooper die Gelegenheit, elf ihrer Songs für Gitarre in den National Recording Studios in Midtown Manhattan aufzunehmen. Laut Cooper glaubte Converse zu diesem Zeitpunkt jedoch selbst nicht mehr an eine Musikkarriere und nahm die Songs nur noch auf, um sie zu archivieren. Zur damals gerade aufblühenden Folkmusikszene scheint Converse laut Howard Fishman so gut wie keinen Kontakt gehabt zu haben.

### Zeit in Ann Arbor
1961 verließ Connie Converse New York. Frustriert von ihrer Erfolglosigkeit zog sie nach Ann Arbor, wo ihr Bruder Phil, der an der University of Michigan Soziologie lehrte, mit seiner Familie lebte.
Converse – die sich nun wieder Elizabeth nannte – fand ebenfalls Arbeit an der Universität: zunächst als Sekretärin von Kenneth Boulding, der das Center for Research on Conflict Resolution an der University of Michigan mitbegründet hatte. Ab 1964 leitete sie die Redaktion des Journal of Conflict Resolution (JCR), das zum Institut gehörte. In ihrer Freizeit widmete sie sich einer ausgiebigen Analyse aller jemals in der Zeitschrift erschienenen Artikel. Die Abhandlung erschien 1968 unter dem Titel The War of All against All: A review of The Journal of Conflict Resolution. Außerdem engagierte sie sich bei Women for Peace, schrieb und illustrierte das Kinderbuch Snapfritzel für ihre Neffen und ergründete in einer statistischen Studie mithilfe eines IBM-Computers, was einen erfolgreichen Song auszeichnet. Sonntags traf sie sich mit der Familie ihres Bruders zum Musizieren. Zeitgenossen beschrieben sie als schwere Trinkerin und starke Raucherin.
Converses Mutter machte sich zusehends Sorgen um den Geisteszustand ihrer vielarbeitenden und unverheirateten Tochter und lud sie 1968 auf eine dreiwöchige Reise nach Alaska ein. Verwandte, die die beiden Frauen während dieser Reise im Jahr 1969 trafen, berichteten von einer wie betäubt wirkenden Converse, die ihren Alkohol- und Zigarettenkonsum nicht mehr vor der Mutter verheimlichte.
Bereits nach Fertigstellung der umfangreichen Abhandlung für das JCR hatte Converse Anzeichen einer Depression entwickelt. Nach der Rückkehr aus Alaska verschlechterte sich ihr Zustand deutlich. Anfang der 1970er Jahre wurde bei ihr ein Uterusmyom diagnostiziert. Sie selbst beschrieb die Erkrankung als einen möglichen Grund für ihre wachsende Antriebslosigkeit. Gleichzeitig spielte sie mit dem Gedanken, unbezahlten Urlaub beim Journal of Conflict Resolution einzureichen oder zu kündigen, um sich eigenen Schreibprojekten zu widmen. Schließlich sammelten Kollegen, Freunde und Familie Geld und schickten Converse damit 1971 auf ein halbjähriges Sabbatical nach London.
Während des Sabbaticals besichtigte sie London und Stonehenge und besuchte Orte auf dem Land, an denen ihre Vorfahren gelebt hatten. Converse, die fließend Französisch sprach, machte einen Ausflug nach Paris und besichtigte den Louvre. Davon abgesehen scheint sie sich hauptsächlich in ihrem Zimmer in Kensington aufgehalten und viel getrunken zu haben. Ihren Plan, in der arbeitsfreien Zeit weiter an einem Roman zu arbeiten, scheint sie nicht verwirklicht zu haben. In einem Brief an ihre Mutter schilderte sie depressive Zustände.
Nach ihrer Rückkehr nach Ann Arbor zog sie zunächst zu ihrem Bruder Phil. Dessen Sohn beschrieb Converse in dieser Zeit als traurig und reizbar.
Während ihrer Abwesenheit war das Center of Conflict Resolution durch die Universitätsverwaltung geschlossen worden. 1972 wurde das Journal of Conflict Resolution an die Universität in Yale verkauft, Converse verlor im Zuge dessen einmal mehr ihren Job.

### Verschwinden
Converse ergatterte nun nur noch Gelegenheitsjobs. Bekannten zufolge verlor sie einige davon wegen ihres starken Alkoholkonsums und mangelnder Körperhygiene.
Kurz nach ihrem fünfzigsten Geburtstag im August 1974 packte Converse ihre Habseligkeiten in ihren VW Käfer und verließ Ann Arbor. Zuvor verschickte sie Briefe an Familienangehörige und Freunde, in denen sie erklärte, ihr altes Leben hinter sich lassen zu wollen. In einigen davon kündigte sie an, zurück nach New York ziehen zu wollen. In anderen beschrieb sie die Hoffnung, ihre depressiven Zustände an einem anderen Ort hinter sich lassen zu können. Ihren Bruder Phil bat sie schriftlich, ihre Krankenversicherung noch eine Zeit lang zu bezahlen. Jahre nach ihrem Verschwinden heuerte Phil einen Privatdetektiv an, der Elizabeth ausfindig machen sollte. Der Detektiv informierte ihn über das gesetzlich verankerte Recht jeder Person, verschwunden zu bleiben. Sollte er Elizabeth finden, könne es passieren, dass er ihren Aufenthaltsort nicht preisgeben dürfe. Nach dieser Auskunft gab Philipp Converse die Suche nach seiner Schwester auf.

### Nachlass
Bereits vor ihrer Englandreise fing Converse an, Briefe, Unterlagen und Schriftstücke, Fotos sowie Musikaufnahmen systematisch in einem Aktenschrank zu ordnen. Philipp Converse bewahrte diesen Nachlass in seiner Garage auf. Anfang der 2010er Jahre erhielten die Filmemacherin Andrea Kannes und Converses Biograf Howard Fishman Zugriff auf das Material.

## Wiederentdeckung
2004 spielte Gene Deitch Connie Converses Song One by One in einer WNYC-Radiosendung. Die Studenten Dan Dzula und David Herman waren begeistert, als sie das Stück in der Sendung hörten, und nahmen Kontakt zu Deitch auf. 2009 veröffentlichten sie auf ihrem Label LauDerette das Album How Sad, How Lovely, das 17 Stücke von Connie Converse enthält. Wenige Monate später brachte WNYC ein Special über Converse: Viele ihrer Songs wurden zum ersten Mal im Radio gespielt, ihre Geschichte wurde erzählt, und die Schauspielerin Amber Benson las aus Converses Briefen.
2010 hörte der Musiker und Komponist Howard Fishman auf einer Party Converses Song Talkin’ Like You (Two Tall Mountains). Er begann, zu Converses Werk und Schicksal zu recherchieren und Verwandte sowie Weggefährten der Künstlerin zu befragen. 2011 brachte er das Theaterstück A Star Has Burnt My Eye heraus, das auf ihrem Leben basiert. 2023 veröffentlichte er die umfangreiche Biografie To Anyone Who Ever Asks. Er produzierte außerdem das Album Connie’s Piano Songs, das unveröffentlichte Klavierstücke von Converse enthält.
2014 brachte die Filmemacherin Andrea Kannes den 40-minütigen Dokumentarfilm We Lived Alone über Converse heraus. 2015 wurde How Sad, How Lovely mit 18 Stücken neu veröffentlicht. Das Album wurde seither (Stand 2023) mehr als 16 Millionen Mal bei Spotify gestreamt.
John Heginbotham verwendete für sein 2015 uraufgeführtes Tanztheaterstück Empty Pockets Songs von Connie Converse. Auf dem 2017 erschienenen Album Vanity of Vanities: A Tribute to Connie Converse covern Künstler wie Laurie Anderson, Karen O und Mike Patton Converses Lieder. Converses Verschwinden inspirierte die Handlung des Films Roving Woman (2022) von Michał Chmielewski. 2023 veröffentlichte Dan Dzula Musicks, das von Converse 1956 für Bruder und Schwägerin aufgenommene Album.

## Rezeption
Gene Deitch gab 2009 zu Protokoll, er habe in den 1950er Jahren keinen professionellen Musiker und schon gar keine Musikerin gekannt, die ähnlich persönliche Texte schrieben wie Converse. Der Musikhistoriker David Garland bezeichnete Converse deswegen als die erste US-amerikanische Singer-Songwriterin. Robert Forster beschreibt Converses Songs als eigenartig und aus der Zeit gefallen: Speziell Frauen hätten in den 1950er Jahren keine Songs geschrieben, die so ehrlich, frech und verzweifelt von ihren Gefühlen handelten.
Wie die Folkloristin Ellen Stekert ausführte, war es noch bis in die 1960er Jahre in der Folk-Szene verpönt, Songs selbst zu schreiben und Persönliches zu thematisieren. Folk-Songs sollten überliefert und politisch sein und aus der Arbeiterklasse kommen. Stekert nannte Converse den „weiblichen Bob Dylan“, da sie in ihren Songs das eigene Gefühlsleben verarbeitete. Dylan schrieb in den 1960er Jahren immer persönlichere und poetischere Songs. Converse sei die bessere Texterin und Komponistin gewesen, habe aber nicht Dylans Geschick fürs Showbiz gehabt und sei im Gegensatz zu ihm nicht zur richtigen Zeit am richtigen Ort gewesen.
Converses Biograf Howard Fishman vergleicht Converse mit Vivian Maier, deren Œuvre ebenfalls erst postum entdeckt und wertgeschätzt wurde. Er sieht in ihr eine Außenseiterin, wie sie in den 1970er Jahren z. B. von Barbara Loden in Wanda und von John Cassavetes in Eine Frau unter Einfluß porträtiert wurden.
Ebenfalls erst in jüngster Zeit werden Converses Verdienste als Autorin und Redakteurin akademischer Texte gewürdigt.

## Diskografie
- 2009: How Sad, How Lovely (Wiederveröffentlichung 2015)
- 2014: Connie’s Piano Songs (Tributealbum)
- 2017: Vanity of Vanities: A Tribute to Connie Converse (Tributealbum)
- 2020: Sad Lady
- 2023: Musicks

## Veröffentlichungen (Auswahl)
- Elizabeth Converse: Pilot Development Projects in India, Far Eastern Survey, 1951, S. 21–27.
- Elizabeth Converse: The War of All against All: A review of The Journal of Conflict Resolution, 1957–1968, Journal of Conflict Resolution 12, 1968, S. 471–532.
- Elizabeth Converse: A Posteditorial, Journal of Conflict Resolution 16, 1972, S. 617–619.

## Audiobeiträge
- David Garland: Connie Converse Walking In the Dark. (mp3-Audio; 28 MB; 61 Minuten) In: WNYC-Podcast „Spinning on Air“. 15. März 2009 (englisch, mit einigen Songs).
- Monika Kursawe: Die drei Leben der Connie Converse – Die Frau, die den Folk erfand und verschwand. (mp3-Audio; 107 MB; 59 Minuten) In: SWR-Kultur-Sendung „Feature“. 17. November 2024.

## Filme
- Talking Like Her. Dokumentarfilm, USA 2021, 60 Min., Regie: Natacha Giler und Adam Briscoe, Buch: Natacha Giler[47]
- We Lived Alone: The Connie Converse Documentary. Dokumentarfilm, USA 2014, 41 Min., Buch und Regie: Andrea Kannes[48]